# Vatnajökull
Vatnajökull ([ˈvahtnaˌjœːkʏtl̥]ⓘ «glaciar de agua») es el mayor glaciar de Islandia y el segundo de Europa en extensión.

## Descripción
El área del Vatnajökull es de 7 700 km². Cubre el sudeste del país y corresponde a más del 8 por ciento de su superficie total.  
Es el mayor glaciar de Europa en volumen (unos 3.000 km³) y el segundo en área, sólo superado por Austfonna en Nordaustlandet, en el archipiélago de las Svalbard (Noruega). 
Sus dimensiones son de unos 150 km de este a oeste y de unos 100 km de norte a sur.
El espesor promedio del hielo es de unos 400 m, llegando a un máximo de 1000 m. El volcán más elevado de Islandia, el Hvannadalshnjúkur (con 2100 m) está localizado en la periferia Sur del campo de hielo, cercano al parque nacional Skaftafell y exactamente por debajo del pequeño manto de hielo Öræfajökull.
Las lenguas glaciarias derivadas hacia los márgenes oeste, norte y noreste alcanzan altitudes de 600 a 800 m s. n. m., siendo el grosor del hielo de unos 400 m en promedio y llegando incluso a los 900 m. 
El punto más profundo bajo el glaciar alcanza los 300 m bajo la cuenca glaciar del Skeidarajökull.
La precipitación nívea anual varía entre los 4 y los 70 dm, variando entre un mínimo de 4 m en el extremo sur y disminuyendo drásticamente hacia el norte.

## Hidrología
En el Vatnajökull nace el río Jökulsá á Fjöllum y se origina el Breiðamerkurjökull, otro glaciar de menores proporciones. 
También de sus nieves provienen las aguas del Jökulsá á Brú, que se origina en el Brúarjökull, una rama al norte del Vatnajökull.

## Vulcanismo
El rift volcánico de Islandia discurre desde el suroeste al noreste del país, aunque la mayor actividad geológica se encuentra justamente en la región donde se asienta el Vatnajökull. 
En particular, los sistemas volcánicos bajo este campo de hielo han estado activos en tiempos históricos, disponiéndose en consecuencia de un largo corpus de datos acerca de la actividad eruptiva resultante.
De esta dinámica frecuentemente nacen los llamados lagos volcánicos, que suelen ser fuentes de las relativamente comunes surgentes glaciares. El lago Grímsvötn por ejemplo, fue en 1996 el origen de una de las más estudiadas. 
El complejo volcánico subyacente causó también una considerable aunque breve erupción a comienzos de noviembre de 2004.

## Estado actual
Vatnajökull ha experimentado un continuo retroceso, posiblemente debido al calentamiento global y a la reciente actividad volcánica en el área. En 1980 tenía 8.300 km² mientras que en 1958, 8.538 km².